# Бенсбач
Бенсбач (індонез. Sungai Bensbach; англ. Bensbach River) — річка на південному заході Папуа Нової Гвінеї. Вона протікає у Західній провінції, на схід від річки Маро, яка тече в регентстві Мерауке, (Південне Папуа, Індонезія), і на захід від річки Моргед, що у Західній провінції Папуа Нової Гвінеї.

## Географія
Гирло річки, естуарій Торасі Арафурського моря, позначає частину крайнього південного кордону між Папуа Новою Гвінеєю та Індонезією.
Річка сильно звивиста і досить вузька. Від гирла річки її русло піднімається приблизно в північно-східному напрямку, тому вона повністю розташована на території Папуа Нової Гвінеї. Вона протікає через савани та луки Транс-Флаю, включаючи територію захисту дикої природи Тонда.
Європейці вперше відкрили річку 27 лютого 1893 року, і сер Вільям Макґреґор назвав її на честь Якоба Бенсбача, голландського жителя міста Тернате, яке розташоване на однойменному індонезійському острові. Місцеві жителі називають її Торассі (іноді пишеться Торасі).
В районі річки Бенсбач поширені папуаські мови Тонда.